# Фроман, Жак
Жак Фроман (фр. Jacques Froment; 1758—1812) — французский военный деятель, полковник (1800 год), барон (1808 год), участник революционных и наполеоновских войн.

## Биография
Начал военную службу 27 февраля 1778 года солдатом в полку Бресс. 25 апреля 1781 года – капрал, 12 марта 1784 года – сержант, 11 мая 1787 года – старший сержант.
22 марта 1792 года был произведён в младшие лейтенанты, затем 1 августа – лейтенант. С 1792 по 1794 года служил на Корсике, участвовал в боях при Аяччо и Кальви. За умелые действия, 20 мая 1794 года получил звание капитана штаба.
Вернувшись во Францию, 1 ноября 1795 года был зачислен в 52-ю полубригаду линейной пехоты, которая 21 декабря 1796 года объединилась с 22-й лёгкой полубригадой. 15 января 1797 года отличился в битве при Риволи, где лучил рану над левым глазом. 6 марта был повышен до командира батальона.
В 1798 году принял участие в Египетской кампании, где вновь доказал свою храбрость. Отличился при осаде Сен-Жан-д'Акры. Он был возведён в ранг полковника 15 мая 1800 года, и опоставлен во главе 13-го полка линейной пехоты.
Принимал участие в Австрийской кампании 1805 года. Командовал 1-м элитным полком в сводной дивизии Удино. Отличился в сражениях при Ульме, Холлабрунне и Аустерлице. 9 февраля 1807 года вышел в отставку.
Умер 21 декабря 1812 года в Тулоне.

## Титулы
- Барон Фроман и Империи (фр. baron Froment et de l'Empire; декрет от 19 марта 1808 года, патент подтверждён 20 июля 1808 года)[1].

## Награды
Легионер ордена Почётного легиона (11 декабря 1803 года)
 Офицер ордена Почётного легиона (14 июня 1804 года)